# Щербинівка (Дніпровський район)
Щерби́нівка — село в Україні, в Китайгородській сільській громаді Дніпровського району Дніпропетровської області. Населення за переписом 2001 року складало 130 осіб. 

## Географія
Село Щербинівка знаходиться на відстані 2 км від села Орлівка і за 2,5 км від сіл Рибалки і Сінне (Полтавський район).

## Населення

### Мова
Розподіл населення за рідною мовою за даними перепису 2001 року:
| Мова       | Кількість | Відсоток |
| ---------- | --------- | -------- |
| українська | 129       | 99.23%   |
| російська  | 1         | 0.77%    |
| Усього     | 130       | 100%     |

## Інтернет-посилання
- Погода в селі Щербинівка [Архівовано 21 грудня 2011 у Wayback Machine.]

1. ↑  Рідні мови в об'єднаних територіальних громадах України — Український центр суспільних даних